# EmDrive

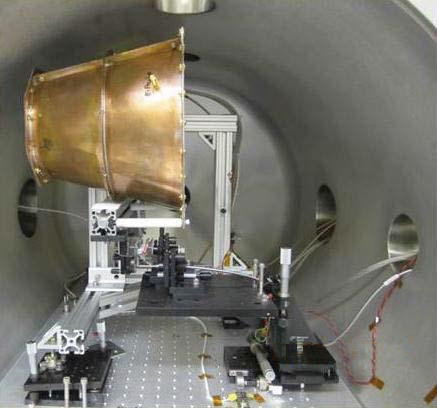
Un EmDrive de l'EagleWorks dans une chambre de test.

L'EmDrive (ElectroMagnetic Drive), ou propulseur à cavité résonante électromagnétique asymétrique, est un système de propulsion électrique qui produirait une poussée sans carburant, et qui ainsi se déplacerait sans diminuer de masse. Sa quantité de mouvement ne se conserverait donc pas.
L'Emdrive a été proposé en 2001 par l'ingénieur aéronautique britannique Roger Shawyer. Compte tenu des perspectives qu'ouvrirait un tel système dans le domaine du voyage spatial, l'EmDrive a suscité l'intérêt notamment de la NASA. À partir des années 2010, à la suite de la publication d'articles sur le sujet dans des revues et sites internet de vulgarisation scientifique, l'EmDrive a reçu un écho médiatique important.
Néanmoins, la réalité de ce phénomène reste sujette à une controverse sur son impossibilité théorique en mécanique newtonienne et aux possibles erreurs de mesure.

## Principe de fonctionnement

### Principe théorique
L'appareil utilise un magnétron produisant des micro-ondes canalisées à l'intérieur d'une cavité résonante métallique à facteur de qualité élevé, en forme de cône tronqué offrant deux surfaces réflectives de superficies différentes, et muni d'un diélectrique résonant[évasif] près du plus petit réflecteur. L'appareil génère une force en direction de la plus grande surface de la cavité.
Bien qu'une source de courant électrique soit requise à son fonctionnement, l'appareil ne dispose d'aucune pièce mobile et n'éjecte pas de masse ni n'émet de radiation en dehors de sa cavité hyperfréquence.

### Applications envisageables
L'EmDrive ouvrirait de nouvelles voies de recherche en astronautique, car il pourrait être utilisé pour mouvoir un vaisseau spatial par une méthode apropulsive.
Dans l'immédiat, elle concurrencerait la propulsion ionique des sondes et autres satellites, c'est-à-dire que l'EmDrive serait un moyen de générer de la poussée dans le vide qui serait faible mais continue sur une très longue durée et sans doute pour une masse relativement faible. Contrairement à la propulsion ionique, la solution basique d'EmDrive s'affranchirait d'un réservoir de carburant (et de sa masse) qui limite la durée de vie, reléguant alors la durée de vie propre de l'EmDrive seulement à l'usure de ses pièces et non plus à un consommable en quantité limitée (autre que l'énergie puisée in-situ dans l'espace avec des panneaux solaires).

## Expérimentations

### Observations sur terre
Des chercheurs chinois de l'Université polytechnique du Nord-ouest (en) à Xi'an ont publié les premiers résultats indépendants sur l'EmDrive dans des revues scientifiques, d'abord en 2008 pour les calculs théoriques, puis à partir de 2010 pour les résultats expérimentaux à haute puissance,,,,.
En 2014, un groupe de recherche du laboratoire de physique en propulsion avancée de la NASA (plus connu sous le nom Eagleworks), basé au Centre spatial Lyndon B. Johnson et dirigé par Harold G. White, a également annoncé avoir reproduit l'expérience à basse puissance,.
Différentes études portant sur l’EmDrive ont été publiées ces dernières années avec des résultats souvent contradictoires. Selon notre source, cela est peut-être dû au fait que la plupart des groupes de recherche ont constaté des poussées relativement faibles, ne représentant que quelques millinewtons. En 2014, la NASA a par exemple déclaré que la poussée pouvant être obtenue est seulement de l’ordre de 30 à 50 micronewtons, soit entre 3 et 5 grammes ! L’effort le plus récent visant à déterminer l’efficacité ainsi que la faisabilité du concept porte sur trois articles ayant été rédigés par des chercheurs de l’Université de technologie de Dresde en Allemagne.

### Observation dans le vide
Début 2015, la même équipe de la NASA déclare avoir obtenu les mêmes résultats (sur un dispositif EM-drive constitué d'une cavité asymétrique incluant un diélectrique) après avoir cette fois réalisé l'expérience dans un vide poussé,. Il s'agit d'une avancée importante, car les expériences précédentes n'étaient pas faites dans le vide (bien qu'ici il s'agisse d'un vide qui n'est pas aussi «vide» que celui de l'espace), et les sceptiques attribuaient les éventuels résultats aux conditions environnementales extérieures au propulseur (comme les courants de convection thermique naturelle découlant de la chaleur des micro-ondes). L'expérience récente a pris en compte ces préoccupations, en démontrant la réalité du phénomène dans le vide.
Le rapport d'essai soumis à un processus d'évaluation par les pairs a été accepté et publié par la revue Astronautica fin 2016. Bien qu'aucun biais de mesure n'ait été identifié comme pouvant expliquer cette poussée, tant par les expérimentateurs que par l'évaluation par les rapporteurs avant publication, il y a un consensus majoritaire dans la communauté scientifique pour  considérer que ces résultats positifs doivent être confirmés par d'autres essais contrôlés tant au sol qu'en conditions d'apesanteur ou en orbite autour de la Terre voire dans l'espace interplanétaire.
En revanche, l'essai réalisé par le laboratoire EagleWorks de la NASA et publié par la Revue Astronautica, a annoncé une poussée bien supérieure à celle prévue, de l'ordre de 1,2 ± 0,1 mN/kW , pas loin de mille fois supérieure aux premiers résultats. Il est possible que la présence de diélectrique dans la cavité, suggéré empiriquement par la théorie et le retour d'expérience du dispositif de Woodward, puisse avoir joué un rôle dans cette augmentation de la poussée.

## Controverse
Les expériences concluant à d'apparents résultats positifs, menées dans différents laboratoires nationaux indépendants, corroborent un intérêt scientifique et technique, au moins pour expliquer les résultats sujets à polémique et difficiles à interpréter.

### Emdrive, une aberration théorique

#### Le problème de la conservation de la quantité de mouvement
Le principe physique de fonctionnement en jeu n'est pas clairement défini par l'inventeur.
Puisque l'appareil n'éjecte pas de masse ni n'émet de radiation, l'appareil et les théories modélisant son mode opératoire sont controversés : l'EmDrive semble non conforme au principe de conservation de la quantité de mouvement de la mécanique newtonienne, bien que son inventeur affirme le contraire... Par opposition à un propulseur dit « classique », il aurait créé un propulseur « quantique », ce qui reste à démontrer.
Diverses explications selon lesquelles l'EmDrive ne constitue pas un système isolé tentent de modéliser le phénomène et de prédire la force engendrée. Ces théories sont fondées sur les effets relativistes des vitesses de groupe dans différents référentiels, les fluctuations quantiques du vide, la théorie tenseur-scalaire, l'inertie quantifiée (MiHsC), ou une conséquence du principe de Mach similaire à l'effet Woodward.
Une possible relation avec la théorie de l'onde pilote a été envisagée : Dans cette idée, l'Emdrive rayonnant de façon dissymétrique par sa forme, "glisserait" vers les zones de densité où son propre rayonnement est plus intense.
Mais dans l'attente de plus de vérifications indépendantes détaillées, il est pour le moment impossible d'exclure de possibles effets environnementaux insoupçonnés ou des erreurs de mesure, bien que les expériences en cours tendent à démontrer la réalité du phénomène,,,,,.
Actuellement, l'EmDrive n'est qu'un support expérimental, ce n'est pas un système validé de convertisseur d'énergie. A considérer seulement comme un outil de réflexion, sur une possible ouverture des sciences et techniques dans le domaine quantique.

#### EmDrive, une cavitation des ondes
Une théorie propose que le faible rendement établi soit dû a une cavitation des ondes due au manque de matière à propulser et propose de rajouter une admission forcée par accélérateur linéaire pour augmenter la force de propulsion et ajouter une composante de traction.

#### Comparaison avec le dispositif Woodward
- Si vous ne connaissez pas le sujet, laissez ce bandeau (vous pouvez alors contacter les auteurs).
- Si vous supprimez le contenu mis en cause (vous pouvez préalablement contacter les auteurs),

argumentez précisément cette suppression dans la page de discussion
(un manque de référence n'est pas un argument ; une recherche réelle de référence doit avoir été effectuée, être formellement documentée).
La situation est similaire à celle du dispositif exploitant l'effet Woodward, qui est lui aussi annoncé comme produisant une poussée sans éjection de quantité de mouvement. Néanmoins, le dispositif de Woodward est interprété comme un dispositif ouvert car interagissant avec toute la matière de l'Univers et donc non soumis formellement à la loi de conservation de la quantité de mouvement.
L'EM-Drive pourrait éventuellement être analysé comme une variante du dispositif de Woodward, puisqu'il fait aussi fluctuer une énergie électromagnétique dans un volume donné et soumet ce volume à des forces d'accélération. Mais, l'EM-drive n'est que l'annonce d'une observation expérimentale, et n'est pas issu d'une réflexion théorique en lien avec la théorie de la relativité générale d'Einstein comme l'effet Woodward.

### Erreurs de mesure
(avril 2016).
- Si vous ne connaissez pas le sujet, laissez ce bandeau (vous pouvez alors contacter les auteurs).
- Si vous supprimez le contenu mis en cause (vous pouvez préalablement contacter les auteurs),

argumentez précisément cette suppression dans la page de discussion
(un manque de référence n'est pas un argument ; une recherche réelle de référence doit avoir été effectuée, être formellement documentée).
Les premiers essais d'EM-Drive ont rapporté des poussées produites, de l'ordre de quelques micronewtons[réf. nécessaire]. Cet ordre de magnitude est à comparer avec la masse linéique d'un cheveu humain, par exemple : 5,8 mg/m : le poids d'un dixième de millimètre de cheveu. Il est alors envisageable que les phénomènes observés soient liés à des erreurs de mesure ou à d'autres phénomènes parasites. De plus, certaines molécules pourraient jouer un rôle non désiré dans la valeur de déplacement relevée [réf. nécessaire], tout comme le dispositif de maintien face à la gravité, associé ou non à l'appareil de mesure qui, lui aussi d'ailleurs, pourrait être l'objet de frottements fugaces.
En mai 2018, des chercheurs de l'université de technologie de Dresdes ont reproduit sous la direction de Martin Tajmar l'expérience dans le cadre de leur projet SpaceDrive. Ils sont arrivés à la conclusion que dans certaines expériences antérieures de ce propulseur, la force observée provenait de l'interaction entre les câbles et le champ magnétique terrestre. Ils sont arrivés à cette conclusion car lorsqu'ils changeaient l'orientation du dispositif expérimental, la direction de la poussée mesurée changeait, mais pas son intensité.

### Applicabilité
Enfin, même si tous les épiphénomènes pouvaient être mesurées avec assez de précision pour conclure à l'existence d'une force lors des expériences terrestres, en l'absence de théorie admise expliquant cette force, on n'aurait pas l'assurance qu'elle soit utilisable pour une propulsion dans l'espace avant d'avoir fait l'essai, car la proximité de masses pourrait jouer un rôle [réf. nécessaire].
De même, un fonctionnement en orbite autour de la terre n'impliquerait pas automatiquement un fonctionnement dans l'espace profond. Et pour chaque étape, même si la force continuait à exister, elle pourrait très bien changer d'ordre de grandeur en fonction de paramètres non encore définis (éloignement des corps massifs par exemple). [réf. nécessaire]